# Herstellungskosten
Als Herstellungskosten (oder Produktionskosten; englisch manufacturing cost) wird in der Betriebswirtschaftslehre und insbesondere in der Kostenrechnung eine Kostenart bezeichnet, die durch die Produktion von Gütern oder Dienstleistungen innerhalb einer Rechnungsperiode verursacht wird. Die Herstellungskosten dürfen nicht mit den Herstellkosten verwechselt werden.

## Allgemeines
Herstellungskosten sind in der Rechnungslegung ein ursprünglicher Bewertungsmaßstab für in Eigenfertigung hergestellten Güter oder Dienstleistungen. Die Herstellungskosten sind auch ein Rechtsbegriff des § 255 Abs. 2 HGB, worin eine Legaldefinition enthalten ist. Das Gesetz meint jedoch den Herstellungsaufwand, denn kalkulatorische Kosten sind nicht aktivierungsfähig. Herstellungskosten sind in den meisten Unternehmen die bedeutendste Kostenart, weil sie die wichtigste betriebliche Funktion, die Produktion, betreffen.

## Betriebswirtschaftslehre
Die Wertkonventionen Anschaffungs- und Herstellungskosten betreffen zwei unterschiedliche Geschäftsvorgänge. Anschaffungskosten fallen beim Fremdbezug von Gütern und Dienstleistungen wie bei der Beschaffung von Roh-, Hilfs- und Betriebsstoffen sowie Vorleistungsgütern an. Herstellungskosten dagegen entstehen bei der Eigenfertigung, also der Produktion im Unternehmen. Diese betrifft hauptsächlich die hergestellten Produkte oder Dienstleistungen, doch auch aktivierte Eigenleistungen wie selbst erstellte und in der Produktion verwendete Werkzeuge gehören dazu.
Herstellungskosten sind wesentlich schwieriger zu ermitteln als die Anschaffungskosten, weil letztere meist aufgrund von Rechnungen genau bestimmt werden können. Um die Herstellungskosten eines Vermögensgegenstandes zu ermitteln, bedient sich ein Unternehmen in der Regel seiner Kostenrechnung. Grundlage ihrer Ermittlung ist die Produktion im Betrieb, die nicht nur den eigentlichen Produktionsprozess, sondern auch die Beschaffung, den Transport und die Lagerung der zur Fertigung benötigten Produktionsfaktoren umfasst.

### Kostenart
Herstellungskosten sind eine Kostenart, die während des Produktionsprozesses anfällt. Sie setzen sich aus weiteren Kostenarten wie insbesondere Materialkosten und Personalkosten zusammen, soweit diese direkt mit der Produktion zusammenhängen. Dies trifft für das Fertigungsmaterial und das Personal zu, das in der Fertigung eingesetzt wird oder dort beschäftigt ist. Da diese Fertigungsmaterialkosten und Personalkosten direkt mit der Produktion zusammenhängen, gehören sie zu den Einzelkosten.
Dabei ergibt sich die handelsrechtliche Wertuntergrenze der Herstellungskosten wie folgt:
```
   
Materialeinzelkosten

   + 
Fertigungseinzelkosten

   + 
Sondereinzelkosten der Fertigung

   = Wertuntergrenze handelsrechtliche Herstellungskosten
```

Den Kern der Herstellungskosten bilden somit die Einzelkosten. Die Wertobergrenze für die Herstellungskosten im weiteren Sinne ergibt sich wie folgt:
```
   Wertuntergrenze handelsrechtliche Herstellungskosten
   + 
Materialgemeinkosten

   + 
Fertigungsgemeinkosten
 (einschließlich 
Abschreibungen
)
   + 
Verwaltungskosten

   + freiwillige 
Sozialkosten
 (einschließlich 
Altersversorgung
)
   + teilweise 
Fremdkapitalzinsen

   = Wertobergrenze handelsrechtliche Herstellungskosten
```

Bei den einbezogenen Gemeinkosten ist eine Normalauslastung zugrunde zu legen, darüber hinausgehende Leerkosten dürfen nicht berücksichtigt werden.

### Herstellungsaufwand
Der Herstellungsaufwand ist ein Begriff der Steuerbilanz und bezeichnet Aufwendungen, die bei Wirtschaftsgütern des Anlagevermögens meist in Verbindung mit Reparaturen vorgenommen werden, um ihren ordnungsmäßigen Zustand nicht bloß zu erhalten, sondern ihre Verwendungsmöglichen qualitativ oder quantitativ zu ändern.

## Unterschied zwischen Herstellungskosten und Herstellkosten
Die Wertkonventionen Herstellungs- und Herstellkosten unterscheiden sich wie folgt:
| Wertkonvention     | betriebliche Funktion                        | ja/nein                 |
| ------------------ | -------------------------------------------- | ----------------------- |
| Herstellkosten     | Beschaffung Produktion Lagerbestand Vertrieb | Nein · Nein · Nein · Ja |
| Herstellungskosten | Beschaffung Produktion Lagerbestand Vertrieb | Ja · Ja · Ja · Ja       |

Die Herstellungskosten betreffen die gesamte Produktion einer Rechnungsperiode, gleichgültig, ob die Produkte fertiggestellt, in den Lagerbestand übernommen oder verkauft wurden. Die Herstellkosten des Umsatzes betreffen dagegen lediglich die in den Vertrieb gelangten Produkte („Umsatzkosten“). Der Rechnungslegungsstandard des IFRS kennt ausschließlich die Herstellkosten (englisch Cost of Goods Sold). Das wird im Umsatzkostenverfahren gemäß § 275 Abs. 3 HGB übernommen („Herstellungskosten der zur Erzielung der Umsatzerlöse erbrachten Leistungen“).

## Volkswirtschaftslehre
In der Volkswirtschaftslehre wird meist von Produktionskosten als Aggregat aller Herstellungskosten für Güter und Dienstleistungen einschließlich der Herstellung von Vorleistungsgütern gesprochen. Die klassische Wertlehre von Adam Smith und David Ricardo bezog noch den Unternehmerlohn ein.

## Rechnungslegung
Die Rechnungslegungsstandards Handelsgesetzbuch (HGB) und IFRS befassen sich ausführlich mit den Herstellungskosten.
Die Unterschiede bei einzelnen Kostenarten im Hinblick auf Aktivierungspflicht, Aktivierungswahlrecht oder Aktivierungsverbot ergeben sich aus folgender Übersicht:
| Kostenkategorie | Kostenart                                                                         | HGB                 | IFRS           |
| --------------- | --------------------------------------------------------------------------------- | ------------------- | -------------- |
| Einzelkosten    | Materialeinzelkosten                                                              | Pflicht             | Pflicht        |
|                 | Fertigungseinzelkosten                                                            | Pflicht             | Pflicht        |
|                 | Sondereinzelkosten der Fertigung                                                  | Pflicht             | Pflicht        |
|                 | Sondereinzelkosten des Vertriebs                                                  | Verbot              | Verbot         |
| Gemeinkosten    | Materialgemeinkosten                                                              | Wahlrecht           | Pflicht        |
|                 | Fertigungsgemeinkosten                                                            | Wahlrecht           | Pflicht        |
|                 | Verwaltungskosten, produktionsbezogen Verwaltungskosten, nicht produktionsbezogen | Wahlrecht Wahlrecht | Pflicht Verbot |
|                 | Lagerkosten, Vertriebskosten                                                      | Verbot              | Verbot         |
| sonstige Kosten | Forschungskosten Entwicklungskosten                                               | Verbot Verbot       | Verbot Pflicht |
| Leerkosten      | außerhalb kurzfristiger Beschäftigungsschwankungen                                | Verbot              | Verbot         |

### Anwendungsbereich der Herstellungskosten
Nach den Vorschriften des deutschen HGB und österreichischen Unternehmensgesetzbuches (UGB) sind die Herstellungskosten der Bewertungsmaßstab für hergestellte Vermögensgegenstände. Aufgrund des dort in § 253 Abs. 1 HGB bzw. den §§ 203 bis 208 UGB verankerten Anschaffungswertprinzips sind die (fortgeführten) Herstellungskosten der höchste Wert, mit dem ein Vermögensgegenstand in der Folgezeit bewertet werden kann. Bei abnutzbaren Vermögensgegenständen des Anlagevermögens dienen die Herstellungskosten der Bemessung der planmäßigen Abschreibung. Die um planmäßige Abschreibungen verminderten Herstellungskosten werden auch fortgeführte Herstellungskosten genannt. Im deutschen Bilanzrecht sind Vermögensgegenstände, die ausschließlich der Erfüllung von Altersversorgungsverpflichtungen dienen und dem Zugriff aller übrigen Gläubiger entzogen sind, gemäß § 253 Abs. 1 Satz 4 HGB mit dem Zeitwert anzusetzen.
In Deutschland sind aufgrund des Maßgeblichkeitsprinzips die Herstellungskosten auch in der Steuerbilanz der Bewertungsmaßstab für die Erstbewertung von hergestellten Vermögensgegenständen. Auch hier gilt das Anschaffungswertprinzip analog zum deutschen Handelsrecht.

### Zeitraum der Herstellung und nachträgliche Herstellungskosten
Teil der Herstellungskosten sind nur solche Kosten, die im Zeitraum der Herstellung angefallen sind. Zum Zeitraum der Herstellung gehören auch vorbereitende Handlungen, sofern der Vermögensgegenstand durch externe Aufträge oder betriebsinterne Vorgaben konkretisiert wurde. Wird der Herstellungsvorgang durch Ereignisse unterbrochen, die nicht zum Produktionsprozess gehören, so sind die dort entstehenden Kosten den Herstellungskosten nicht zuzurechnen. Der Herstellungsvorgang ist beendet, wenn der Vermögensgegenstand bestimmungsgemäß genutzt werden kann. Nach dem ursprünglichen Herstellungszeitraum gehören die nachträglichen Herstellungskosten zu den Herstellungskosten. Diese sind Aufwendungen, die dafür aufgewendet werden, um den Vermögensgegenstand zu erweitern oder über seinen ursprünglichen Zustand wesentlich zu verbessern. Treffen diese Kriterien nicht zu, ist auf Erhaltungsaufwand zu erkennen.

### Deutschland, Österreich und Schweiz
Bei den Anschaffungs- und Herstellungskosten handelt es sich um so genannte Wertkonventionen. Während Anschaffungskosten durch Fremdbezug von Roh-, Hilfs- und Betriebsstoffen und Vorleistungsgütern entstehen, werden Herstellungskosten durch die Eigenfertigung während des Produktionsprozesses verursacht.	

 Deutschland

Die Untergrenze der Herstellungskosten wird in § 255 Abs. 2 HGB festgelegt. Hier wird unterschieden zwischen Kosten, die in die Herstellungskosten einbezogen werden müssen (Pflichtbestandteile), Kosten die in die Herstellungskosten einbezogen werden dürfen (Wahlbestandteile) und Kosten, die nicht in die Herstellungskosten einbezogen werden dürfen (Verbote). Die Summe der Pflichtbestandteile bildet die Wertuntergrenze der Herstellungskosten, die Summe aus allen Pflicht- und Wahlbestandteilen die Wertobergrenze der Herstellungskosten. Durch das BilMoG wurde 2009 die handelsrechtliche Wertuntergrenze auf die steuerrechtliche durch Einbeziehung der Material- und Fertigungsgemeinkosten angehoben.

 Österreich

In Österreich definiert § 203 UGB die Herstellungskosten. Auch hier wird unterschieden zwischen Kosten, die in die Herstellungskosten einbezogen werden müssen (Pflichtbestandteile), Kosten die in die Herstellungskosten einbezogen werden dürfen (Wahlbestandteile) und Kosten, die nicht in die Herstellungskosten einbezogen werden dürfen (Verbote). Die Summe der Pflichtbestandteile bildet die Wertuntergrenze der Herstellungskosten, die Summe aus allen Pflicht- und Wahlbestandteilen die Wertobergrenze der Herstellungskosten.

 Schweiz

Gemäß Art. 960 OR darf höchstens mit den Herstellungskosten bewertet werden. Bei dieser Bewertung sind die Vollkosten und Istkosten einzusetzen, also sämtliche Einzel- und Gemeinkosten, die anfallen, um die Vorräte in ihren derzeitigen Zustand und an ihren derzeitigen Standort zu bringen (Swiss GAAP FER 2.25) Hierzu gehören insbesondere Lohnkosten, Materialkosten, Versicherungsprämien und Transportkosten. Die Zusammensetzung der Anschaffungs- oder Herstellungskosten sind im Detail in Swiss GAAP FER 17.17 bis Swiss GAAP FER 17.19 aufgeführt. Zu beachten ist, dass ein Eigenkapitalzinsanteil in keinem Fall aktivierungsfähig ist. Fremdkapitalzinsen können insbesondere bei langfristigen Aufträgen berücksichtigt werden (Swiss GAAP FER 17.20).

### IFRS
IAS 2 schreibt folgende Komponenten der Herstellungskosten vor: Materialkosten, Fertigungskosten und sonstige Kosten wie etwa Sonderkosten der Fertigung (Herstellungskosten: IAS 2.12 bis 2.14; sonstige Kosten: IAS 2.15 bis 2.17). Die Fertigungskosten enthalten Einzelkosten sowie variable und fixe Gemeinkosten. Die fixen Gemeinkosten werden den Produkten mit einem Verteilungsschlüssel zugerechnet und müssen auf Basis der Normalbeschäftigung ermittelt werden. Für die Einbeziehung der Fremdkapitalkosten besteht ein Aktivierungswahlrecht (IAS 23). Nach den IFRS und den US-GAAP sind die Herstellungskosten der Bewertungsmaßstab für die Erstbewertung von Vermögenswerten. So sind zum Beispiel hergestellte Vorräte zunächst mit den Herstellungskosten zu bewerten. Bestimmte Finanzinstrumente sind schon bei der Erstbewertung mit dem Fair Value anzusetzen. Das Anschaffungswertprinzip gilt in diesen Rechnungslegungssystemen für etwa für Vorräte und bei den US-GAAP für das Anlagevermögen.

## Internationale Bestandteile der Herstellungskosten
Für Abschlüsse nach deutschen handelsrechtlichen Vorschriften definiert § 255 Absatz 2 HGB die Bestandteile der Herstellungskosten. Diese Definition gilt über das Maßgeblichkeitsprinzip auch für die Steuerbilanz. In Österreich definiert § 203 UGB die Herstellungskosten. Beide Vorschriften unterscheiden zwischen Kosten, die in die Herstellungskosten mit einbezogen werden müssen (Pflichtbestandteile), Kosten die in die Herstellungskosten einbezogen werden dürfen (Wahlbestandteile), und Kosten, die nicht in die Herstellungskosten einbezogen werden dürfen (Verbote). Die Summe der Pflichtbestandteile bildet die Wertuntergrenze der Herstellungskosten, die Summe aus allen Pflicht- und Wahlbestandteilen die Wertobergrenze der Herstellungskosten. Von den IFRS werden die Herstellungskosten innerhalb des Begriffs „Anschaffungs- und Herstellungskosten“ in den Standards IAS 2 für Vorräte und IAS 16 für Sachanlagen definiert. Nach IAS 2 sind sämtliche Kosten, die dem Produktionsprozess zuzurechnen sind, in die Herstellungskosten einzubeziehen. Die Zusammensetzung der Historical Cost nach US-GAAP gleicht Zusammensetzung der „Anschaffungs- und Herstellungskosten“ nach IAS 2 im Wesentlichen.
Die Herstellungskosten setzen nach den verschiedenen Rechnungslegungsstandards sich demnach wie folgt zusammen:
| Kostenart | § 255 HGB | § 203 UGB | IAS 2   |
| --- | --------- | --------- | ------- |
| Materialkosten | Pflicht   | Pflicht   | Pflicht |
| Fertigungsmaterial | Pflicht   | Pflicht   | Pflicht |
| Fertigungslohn | Pflicht   | Pflicht   | Pflicht |
| Sondereinzelkosten der Fertigung | Pflicht   | Pflicht   | Pflicht |
| Materialgemeinkosten, soweit keine Leerkosten | Pflicht   | Pflicht   | Pflicht |
| Fertigungsgemeinkosten, soweit keine Leerkosten | Pflicht   | Pflicht   | Pflicht |
| freiwillige Sozialkosten, Aufwendungen für soziale Einrichtungen, Aufwendungen für betriebliche Altersversorgung (herstellungsbezogen)                   | Wahlrecht | Wahlrecht | Pflicht |
| freiwillige Sozialkosten, Aufwendungen für soziale Einrichtungen, Aufwendungen für betriebliche Altersversorgung (nicht herstellungsbezogen)             | Wahlrecht | Wahlrecht | Verbot  |
| Allgemeine Verwaltungskosten, die der Produktion zugerechnet werden                                                                                      | Wahlrecht | Verbot    | Pflicht |
| Allgemeine Verwaltungskosten, die nicht der Produktion zugerechnet werden                                                                                | Wahlrecht | Verbot    | Verbot  |
| Kreditzinsen auf Fremdkapital, das für die Herstellung des Vermögensgegenstandes (qualifizierten Vermögenswertes) aufgenommen wurde (etwa Bauzeitzinsen) | Wahlrecht | Wahlrecht | Pflicht |
| außerplanmäßige Abschreibungen | Verbot    | Verbot    | Verbot  |
| Bereitstellungszinsen für Fremdkapital | Verbot    | Verbot    | Verbot  |
| Forschungskosten | Verbot    | Verbot    | Verbot  |
| Kalkulatorische Kosten | Verbot    | Verbot    | Verbot  |
| Leerkosten | Verbot    | Verbot    | Verbot  |
| Vertriebskosten | Verbot    | Verbot    | Verbot  |
| Umsatzsteuer, soweit das Unternehmen zum Vorsteuerabzug berechtigt ist                                                                                   | Verbot    | Verbot    | Verbot  |

Sondereinzelkosten der Fertigung sind zum Beispiel Vorleistungen wie Kosten für Modelle und Entwürfe sowie Zölle und Verbrauchsteuern.
Zu den Material- und Fertigungsgemeinkosten zählen auch:
- Angemessene Teile des durch die Fertigung veranlassten Werteverzehrs des Anlagevermögens (Abschreibungen),
- Verwaltungskosten, die im Material- und Fertigungsbereich anfallen.[18]

Zinsen für Fremdkapital dürfen nur insoweit einbezogen werden, soweit sie auf den Zeitraum der Herstellung entfallen. Sie müssen dem Vermögensgegenstand sachlich und zeitlich möglichst direkt zurechenbar sein. Nach IAS 23 sind sie Teil der Herstellungskosten von qualifizierten Vermögenswerten, für die ein längerer Zeitraum erforderlich ist, um sie in ihren beabsichtigten gebrauchs- oder verkaufsfähigen Zustand zu versetzen.
In Österreich regelt § 206 Abs. 3 UGB ein Ausnahmetatbestand für Ermittlung der Herstellungskosten von Vermögensgegenständen des Umlaufvermögens, die im Rahmen von langfristigen Fertigungsaufträgen erstellt werden. Im Gegensatz zum Einbeziehungsverbot für allgemeine Verwaltungskosten und Vertriebskosten dürfen diese Kosten in die Herstellungskosten einbezogen werden, wenn eine verlässliche Kostenrechnung vorliegt und soweit aus der weiteren Auftragsabwicklung keine Verluste drohen.

## Herstellungskosten von Gebäuden
Teil der Herstellungskosten eines Gebäudes können folgende Kosten sein:
- Abbruchkosten und Restbuchwert des Abbruchhauses in den Fällen der Wertopfertheorie,
- Baukosten (Maurer, Zimmerer, Klempner, Heizungsbauer, Tischler, Elektriker) = Rohbau und Innenausbau,
- Architekt,
- Baugenehmigung,
- Bauplanungskosten,
- Baumängelbeseitigung, auch wenn dies erst nach Fertigstellung geschieht,
- Entschädigungs- oder Abfindungszahlungen an Mieter oder Pächter für vorzeitige Räumung zur Errichtung eines Gebäudes,
- Fahrtkosten des Steuerpflichtigen zur Baustelle in tatsächlicher Höhe,
- Prozesskosten, sofern sie Folgekosten der Herstellungskosten sind.

Nicht zu den Herstellungskosten von Gebäuden gehören:
- Außenanlagen wie Hofbefestigungen und Straßenzufahrt,
- Bauzeitversicherung (= vorweggenommene Betriebsausgaben),
- Eigenleistung,
- erstmaliger Anschluss an Erdgasnetz bei Umstellung einer bereits vorhandenen Heizungsanlage (Erhaltungsaufwand),
- Gartenanlage und Vorgarten (selbständiges Wirtschaftsgut),
- Säumniszuschläge und Aussetzungszinsen für Grunderwerbsteuer,
- Waschmaschine (selbständig nutzbares Wirtschaftsgut).